# Christian Clerici

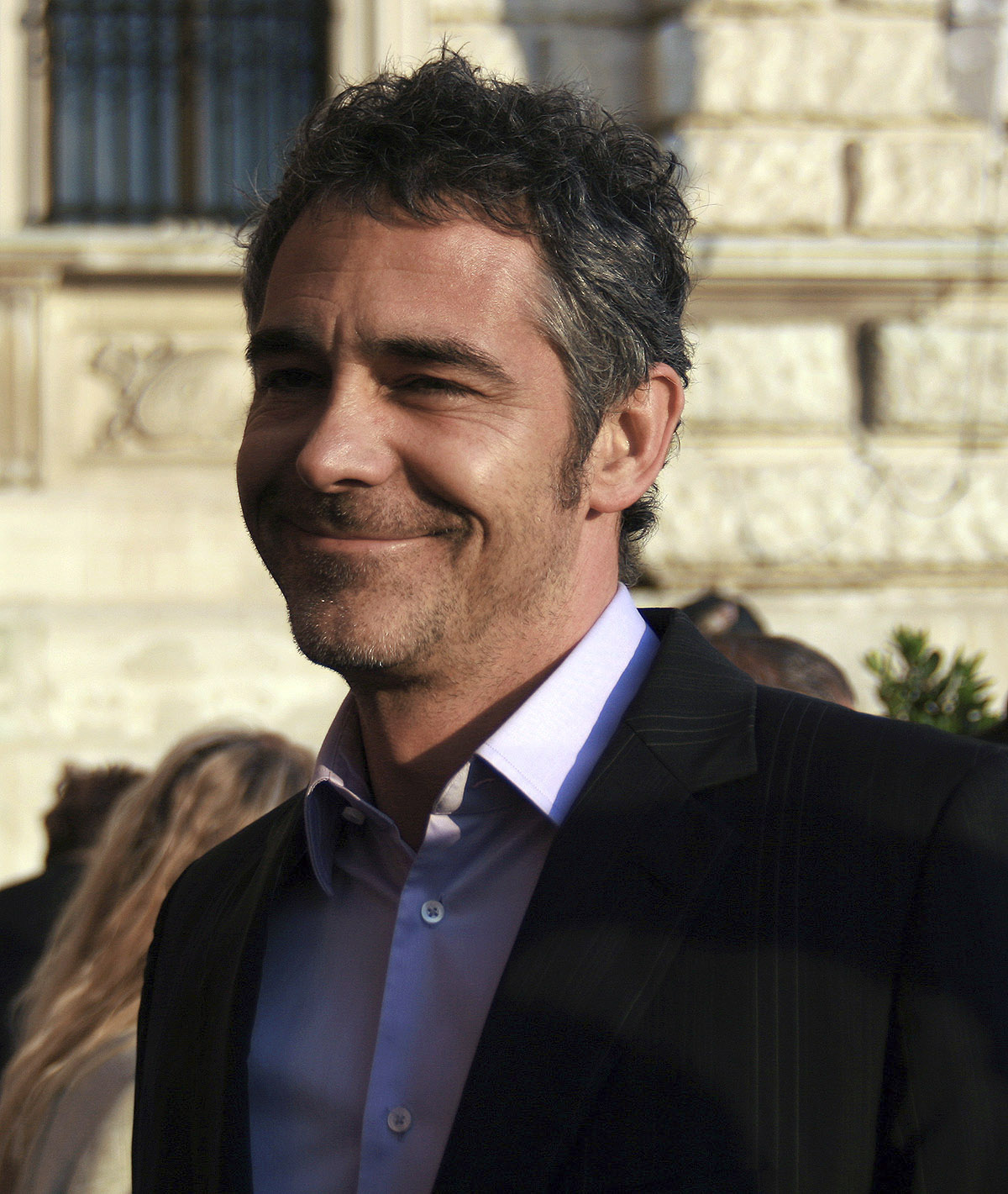
Christian Clerici (2009)

Christian Clerici (* 26. November 1965 in Wien) ist ein österreichischer Fernsehjournalist, Autor und Fernsehmoderator.

## Fernsehkarriere
Christian Clerici begann seine Fernsehkarriere mit der Moderation der ORF-Musiksendung X-Charts. Die rasante Chartshow im Jahre 1989. Von 1990 bis 1995 präsentierte er das ORF-Jugendmagazin X-Large.
1992 war er Mitglied der Studioband Edelweiss und ist auch im Video zu „Raumschiff Edelweiss“ zu sehen. 1997 moderierte er das tausendste Konzert der Toten Hosen.
1996 wechselte der Moderator nach Deutschland, wo er zunächst für den Pay-TV-Sender Premiere live die Oscar-Nächte, ein Filmmagazin und diverse Live-Concert-Acts moderierte. Die ARD wurde auf ihn aufmerksam und engagierte ihn für die bekannte ARD-Flirtshow Herzblatt. Später war er Moderator der Sat.1-Hauptabend-Shows Glücksspirale (2000–2001), Die Stunde der Wahrheit (75 Folgen), Die Quiz Show (2001–2003) und Kleine ganz groß (2002–2003) sowie der Comedyshow Best of TV (2001).
Vom 2. Oktober 2006 an moderierte Christian Clerici wochentags um 14:15 Uhr und samstags 14:00 Uhr im ZDF die Gameshow Sudoku – das Quiz. Die erste Staffel lief bis zum 11. November mit insgesamt 36 Folgen montags bis samstags im Nachmittagsprogramm. Wegen schlechter Einschaltquoten wurde das Sendekonzept für die zweite Staffel grundlegend überarbeitet. Diese wurde ab dem 9. Dezember 2006 jeweils samstags um 16:15 Uhr ausgestrahlt. Auch auf diesem Sendeplatz konnte die Sendung keine zufriedenstellenden Quoten erreichen und wurde aufgrund dessen im Juni 2007 eingestellt.
Außer im deutschen Fernsehen moderierte Clerici auch in Österreich. Im ORF moderierte er im Jahre 2004 die Expedition Österreich und die Show Wahre Freunde. Im Herbst 2007 moderierte er die vier Ausgaben des eigenentwickelten ORF-Quizformats 13.
Parallel dazu gab Clerici sein Debüt als Bühnenschauspieler und übernahm eine Rolle in der Tragikomödie „4 nach 40“, die in Österreich mehr als 40.000 Besucher sahen (2006–2008).
Clerici nahm an mehreren von Stefan Raab organisierten Wettbewerben teil und hatte dabei großen Erfolg: Im Oktober 2006 siegte er bei der TV total Stockcar Crash Challenge in der 1900 cm³-Klasse, im Dezember 2006 gewann er beim Großen TV total Parallelslalom in St. Anton/Tirol und im Oktober 2007 holte er bei der dritten Auflage der TV total Stockcar Crash Challenge den ersten Platz in der 3000cm³ Gruppe und den Sieg für sein Team im Rodeo. Außerdem errang er am 8. März 2008 bei der 6. Wok-WM den 2. Platz im Einer-Wok. Bei der 8. Wok-WM am 19. März 2010 erreichte er den 3. Platz im Einer-Wok. Bei der TV total Stockcar Crash Challenge im Jahr 2008 gelang es ihm den Titel in der 3000cm³ Klasse zu verteidigen. Auch 2009 schaffte er den Sieg in dieser Wertung. Bei der letzten TV total Stockcar Crash Challenge, im Jahr von Stefan Raabs TV-Rücktritt, siegte er noch einmal in der Königsklasse.
Er moderierte 2008 für den deutschen Fernsehsender VOX die Event-Doku Mein Restaurant. Am 25. September 2010 moderierte Clerici die neue Samstagabendshow Powerplay im ORF, die allerdings nicht fortgesetzt wurde. Auf ATV moderiert er die Autosendung autorevue.tv.
Darüber hinaus gründete er zusammen mit dem international renommierten Airbrushkünstler Knud Tiroch einen Autorennstall für historische Tourenwagen. Über den Hotrod Hangar wurde 2009 für den privaten Fernsehsender DMAX eine Dokumentation gedreht.

## Autorentätigkeit
Clerici schreibt für verschiedene Magazine, unter anderem für die Autorevue. Gemeinsam mit der deutschen Schriftstellerin und Journalistin Wiebke Lorenz hatte er eine Kolumne in der Zeitschrift Cosmopolitan. Das aus der Zusammenarbeit entstandene Buch „Er sagt & Sie sagt“ erschien im Herbst 2010.

## Sonstiges
Clerici arbeitete auch als Werbedarsteller für Unterwäsche und Tiefkühlprodukte.
Seit 2013 ist Christian Clerici als Werbeunternehmer tätig. Außerdem fungiert er als Investor und Business Angel für diverse Startup-Unternehmen.

## Privatleben
Clerici lebt mit seiner Ehefrau, der Journalistin und freien Künstlerin Marion Luckner-Clerici, in Wien.
Zu seinen sportlichen Hobbys zählen Tauchen, Fallschirmspringen und Triathlon. 2008 nahm Clerici zum zweiten Mal am Ironman teil und erreichte in weniger als 11 Stunden das Ziel.

## Filmografie
- 2012: SOKO Wien (TV-Serie – Folge: Der Trojaner)
- 2020: Dave (TV-Serie)

## Veröffentlichungen
- Er sagt & Sie sagt, Roman, Egmont VGS, Köln 2010, ISBN 978-3-8025-3710-3